# 山辺町
山辺町（やまのべまち）は、山形県のやや南東部に位置する、人口約1万3千人の町。ニットをはじめとする伝統繊維産業や、「舞米豚」（まいまいとん）や「やまべ牛乳」などの畜産業で知られる。出羽国で唯一現存している安国寺がある。

## 地理
町域の北東部は山形盆地の南西にあたる平地であり、役場や駅施設など中心市街地がある。また、須川を境に県庁所在地の山形市に隣接する。中部から南部は、大小の沼が点在する山間部であり、南端の白鷹山周辺には県民の森やキャンプ場などの施設がある。
- 山 ：白鷹山、西黒森山、東黒森山
- 河川：須川

## 行政
- 町長：安達春彦（2022年 - ）
- 副町長：佐藤正彰（2022年 - ）

## 議会
- 山辺町議会

## 歴史
- 1889年（明治22年） - 山辺村、大寺村、中村、作谷沢村、相模村が誕生する。
- 1896年（明治29年） - 山辺村が山辺町になる。
- 1954年（昭和29年）10月1日 - 山辺町、大寺村、中村、作谷沢村、相模村が合併し、山辺町となる。
- 1978年（昭和53年）6月28日 - 根際地内の農業用水トンネル建設現場でメタンガスによる爆発事故が発生。9人が死亡[4]。
- 1994年（平成6年）2月16日 - 東村山郡中山町と境界変更。
- 1997年（平成9年）8月20日 - 山形市と境界変更。
- 2011年（平成23年）3月11日 - 東日本大震災で震度5弱を記録。
- 2021年（令和3年）3月31日 - この日を以て作谷沢小学校・中学校がそれぞれ平野部の相模小学校、山辺中学校と統合。これにより町内全てが山辺中学校の学区となる。

## 産業
- ニット産業
- 繊維産業
- 養豚業[5]
- 農業

### 郵便局
- 山辺郵便局（集配局）
- 相模郵便局
- 作谷沢郵便局
- 大蕨簡易郵便局

### 金融機関
- 山形銀行 山辺町指定金融機関
- きらやか銀行
- 山形農業協同組合

## 地域
東部の平地部(山辺地区)には鉄道や国道が走り、町役場や町の主要産業施設が集中する。
中部には町役場中支所や中公民館があり、山辺町中心部とは主要地方道（山形朝日線）で結ばれる。西南部には町役場作谷沢支所や作谷沢公民館があり、山辺町中心部とは主要地方道（山形山辺線）で結ばれる。
また、地区名としては、中地区（中支所）と作谷沢地区（作谷沢支所）の他に、平地部には、大寺地区、相模地区、近江地区などがある。特に近江地区では、山形市と隣接しているため、ニュータウンの開発が進んでいる。また、2008年頃から緑ヶ丘ニュータウンの分譲が開始され、現在まで開発がすすんでいる。
人口は減少しながらも、世帯数は増え続けている。　空き家問題を解決するため、空き家バンク制度を行っており、誰も住んでいない家屋は、劣化が進みやすく倒壊の危険や防犯上の問題もある。その為使用予定がない空き家であれば、状態が良いうちに新しい利用者を探し、有効に活用するという取り組みである。
また、少子化対策として、高校生以下の医療費を無料化している。

### 人口
| |                                        |  |
| 山辺町と全国の年齢別人口分布（2005年） | 山辺町の年齢・男女別人口分布（2005年） |  |
| ■紫色 ― 山辺町 ■緑色 ― 日本全国 | ■青色 ― 男性 ■赤色 ― 女性              |  |
| 山辺町（に相当する地域）の人口の推移 \| 1970年（昭和45年） \| 14,825人 \| \| \| 1975年（昭和50年） \| 14,363人 \| \| \| 1980年（昭和55年） \| 14,281人 \| \| \| 1985年（昭和60年） \| 14,369人 \| \| \| 1990年（平成2年） \| 15,016人 \| \| \| 1995年（平成7年） \| 15,357人 \| \| \| 2000年（平成12年） \| 15,512人 \| \| \| 2005年（平成17年） \| 15,415人 \| \| \| 2010年（平成22年） \| 15,139人 \| \| \| 2015年（平成27年） \| 14,369人 \| \| \| 2020年（令和2年） \| 13,725人 \| \| |                                        |  |
| 総務省統計局 国勢調査より |                                        |  |
| 1970年（昭和45年） | 14,825人                               |  |
| 1975年（昭和50年） | 14,363人                               |  |
| 1980年（昭和55年） | 14,281人                               |  |
| 1985年（昭和60年） | 14,369人                               |  |
| 1990年（平成2年） | 15,016人                               |  |
| 1995年（平成7年） | 15,357人                               |  |
| 2000年（平成12年） | 15,512人                               |  |
| 2005年（平成17年） | 15,415人                               |  |
| 2010年（平成22年） | 15,139人                               |  |
| 2015年（平成27年） | 14,369人                               |  |
| 2020年（令和2年） | 13,725人                               |  |

## 友好都市

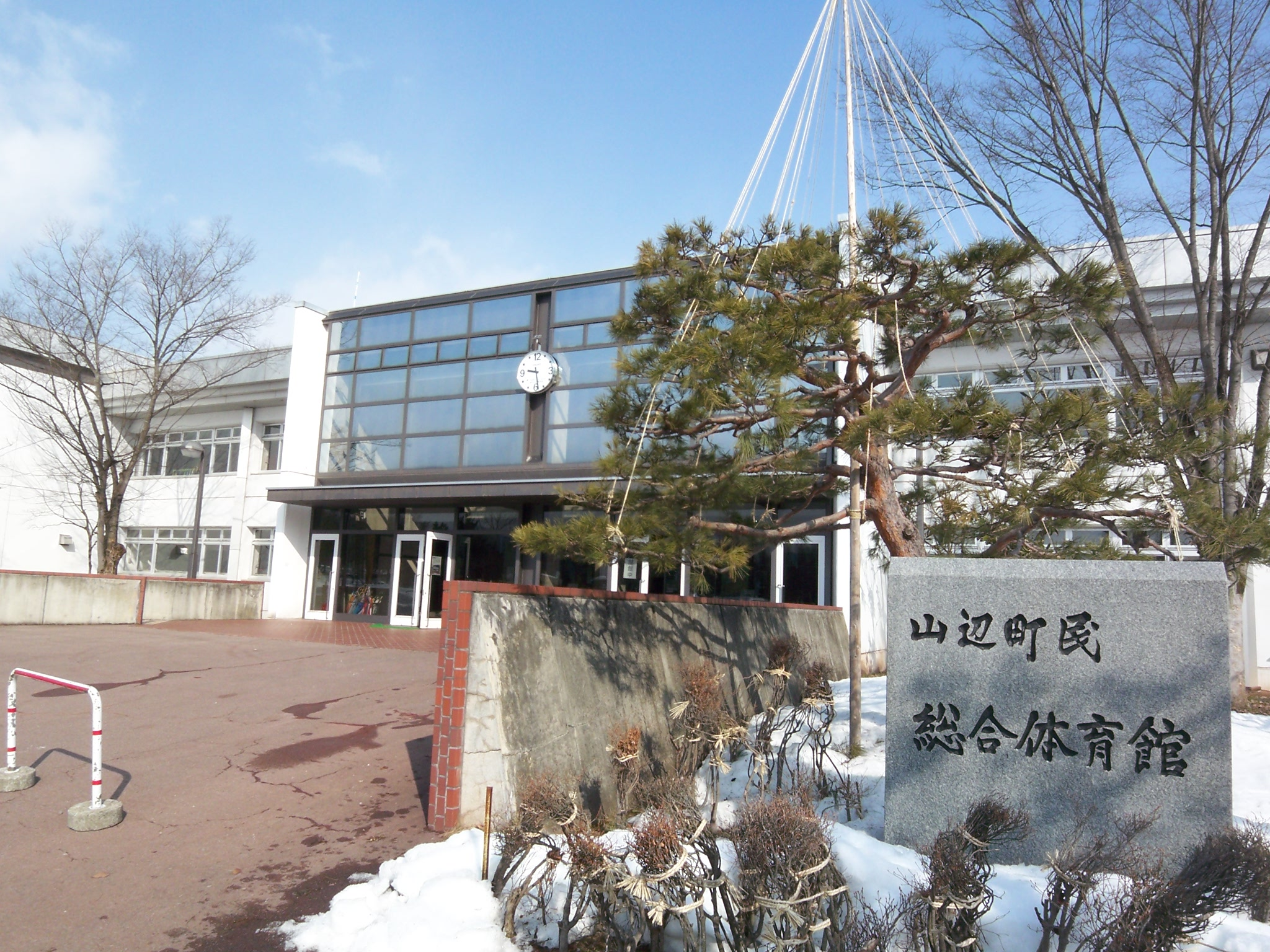
山辺町民総合体育館

- 日立市（茨城県）[6]
  - 2004年（平成16年）5月7日 友好都市提携。

　その初代城主に任命されたのが、山辺町の山野辺城初代城主山野辺義忠公を祖とする水戸藩家老の職にあった第９代山野辺義観公で、その後１１代義芸公までの３代にわたり城主を山野辺家が務めました。

### 教育

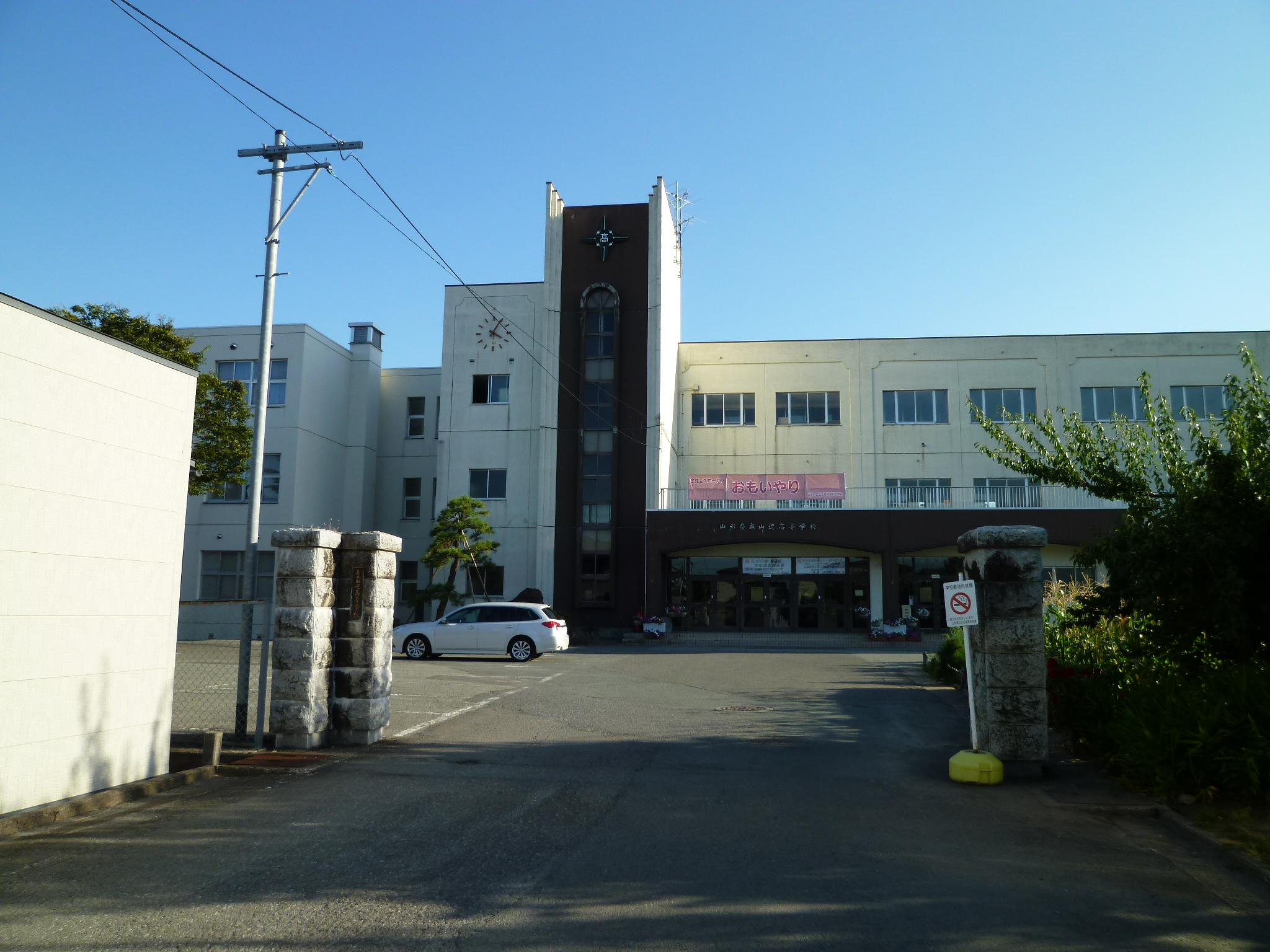
山辺高等学校

⠀⠀⠀

## 教育
高等学校
- 山形県立山辺高等学校

中学校
- 山辺町立山辺中学校

小学校
- 山辺町立相模小学校
- 山辺町立山辺小学校

社会教育
- 山辺町ふるさと資料館

江戸時代の豪商の蔵を利用した資料館で、町の歴史資料、繊維、染物、織物関係資料が収蔵展示されている。

## 交通

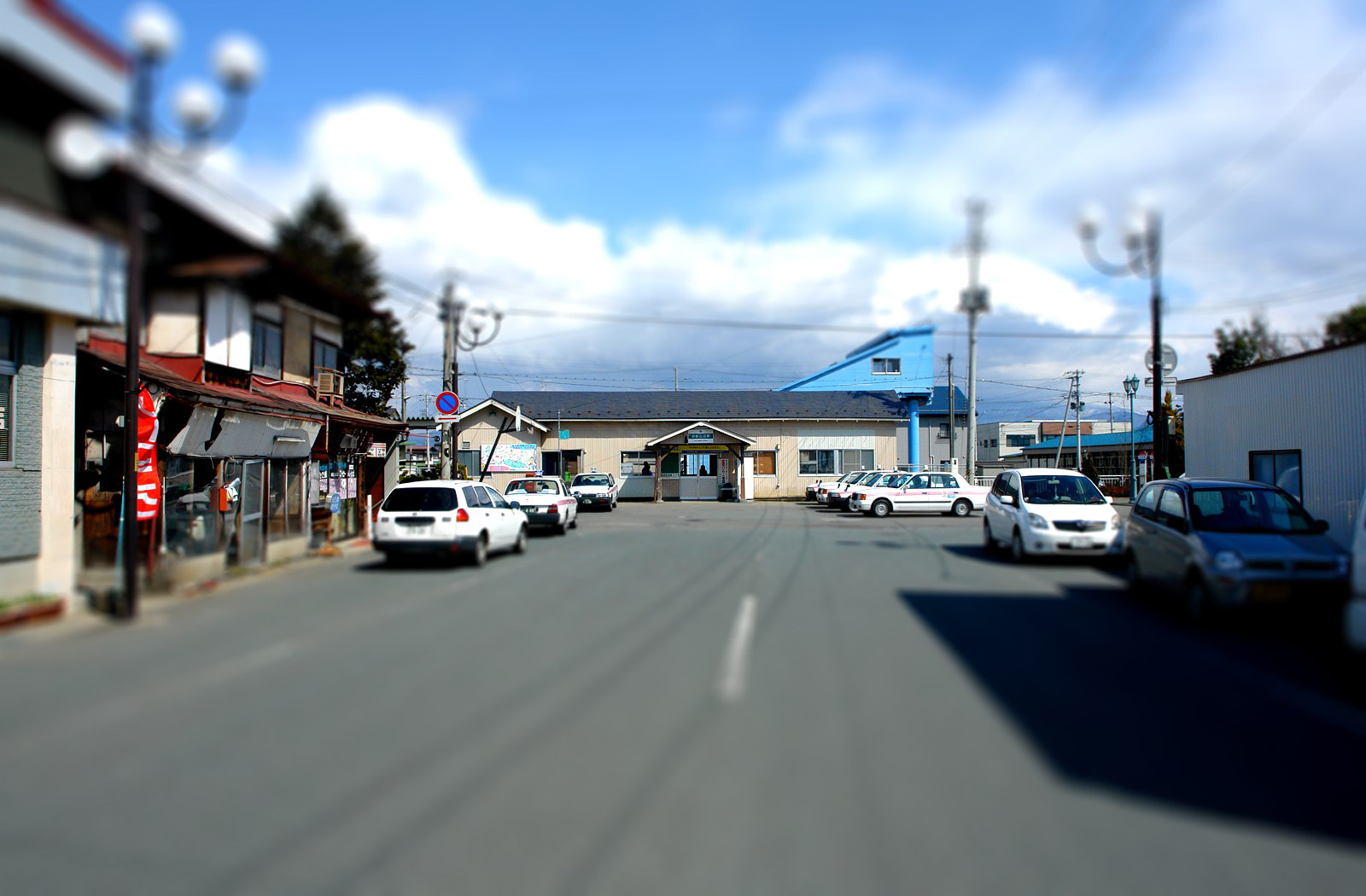
羽前山辺駅と駅前風景

### 鉄道路線
東日本旅客鉄道（JR東日本）
- 左沢線：羽前山辺駅

### バス路線
- 山交バス
- 山辺町営バス（やまのべコミュニティバス）

町内をくまなく走るが特色として、畑谷農村婦人停留所から北垣停留所までの間の区間は、比較的交通量が少ないため、フリーストップ区間として停留所によらず乗り降りが可能となっている。運賃は一律100円。

### 道路

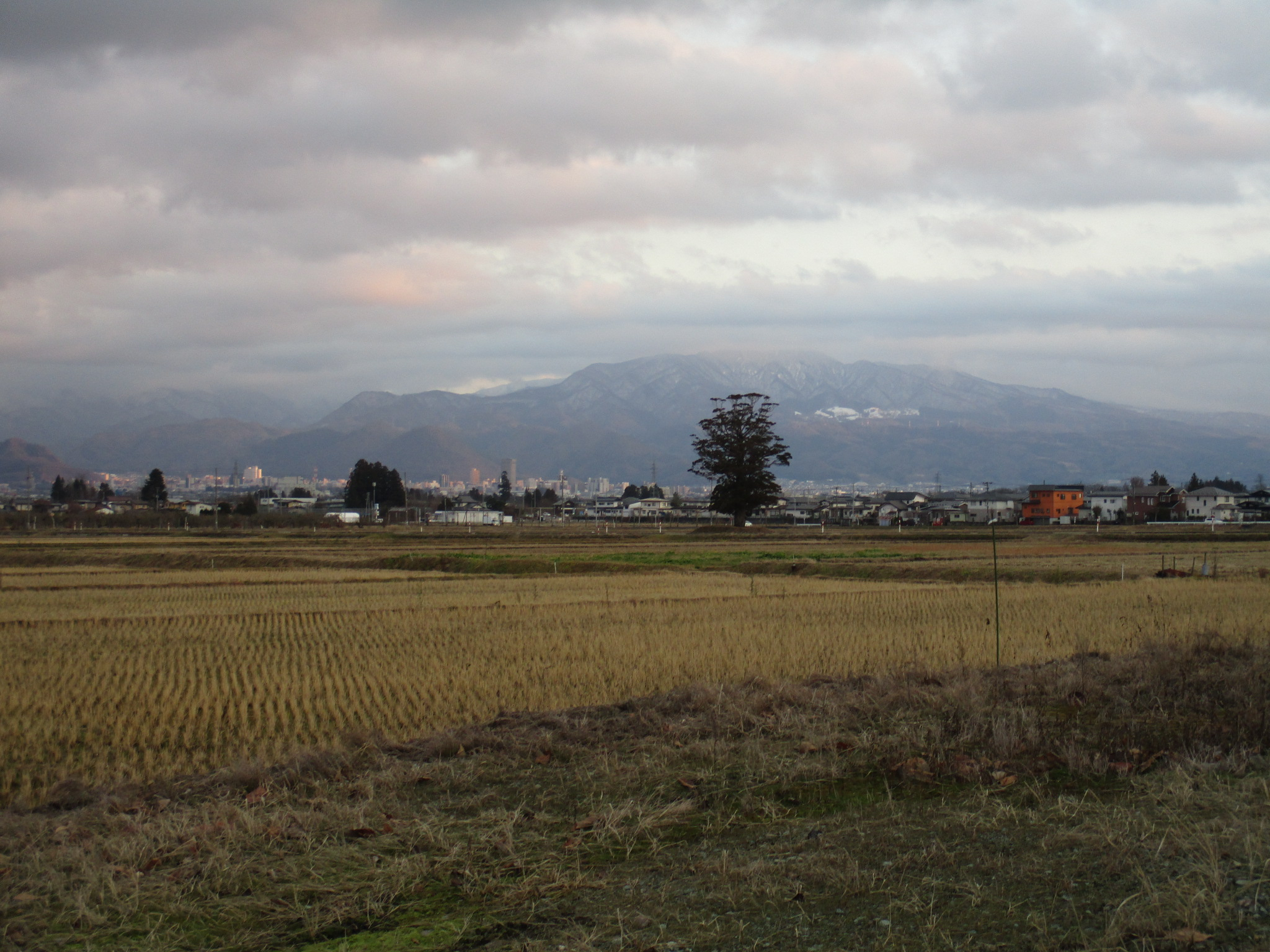
山辺町某所から見た山形市街・奥羽山脈（山辺町三河付近）

- 高速道路山辺町某所から見た山形市街・奥羽山脈（山辺町三河付近） 
  - E13 東北中央道：山形中央IC（山形市）が比較的近い
- 一般国道
  - 国道458号
- 県道
  - 主要地方道
    - 山形県道17号山形白鷹線
    - 山形県道18号山形朝日線
    - 山形県道49号山形山辺線

### 空港
- 最寄り空港は山形空港 （東根市）

## 観光ほか
- 山辺城址

1600年の慶長出羽合戦（長谷堂合戦）の戦場のひとつで、六十里越街道を進軍する上杉軍によって落城している。1601年、山野辺義忠が1万9千石で入城し、四重の濠を持つ山野辺城と城下町を再建するが、1622年の最上氏改易とともに廃棄された。
- 山辺陣屋

山野辺城跡におかれた白河藩の陣屋。御殿の玄関が移築され現存する。
- 山形県民の森・県民の森キャンプ場・山形市少年自然の家

　   その名の通り、県民のレクリエーションや健康増進のための公園として荒沼周辺が整備されている。体験学習施設やアスレチック遊具が備えられている他、          スキー場やキャンプ場、昔ながらの生活が体験できる施設や、野外活動センターなどもある。
- 玉虫沼農村公園「かおりの広場（旧称かほりの広場）」[10]

その名の通り、総計約15000m²のラベンダー畑やハスカップ畑などがあり、花の香りが楽しめる公園である。なおかつて催していた「ラベンダー祭」は、生育不良により終了した。
- 日本の棚田百選「大蕨」

大蕨は、山辺町の中部（中地区）にある。
- すだまり氷

シロップをかけたかき氷に、さらに酢醤油をかけて食する。
- たこ焼き

たこ焼きが串に刺して提供される。1本120円前後と安価。
- 山辺温泉

町内唯一の日帰り温泉施設。2つの源泉があり、打たせ湯や露天風呂、圧注湯（ジャグジー）などがある。売店や食堂、やまのべ温泉市（直売所）が隣接。

## 出身有名人
- 相澤嘉久治 - 放送作家
- 安達峰一郎 - 常設国際司法裁判所所長

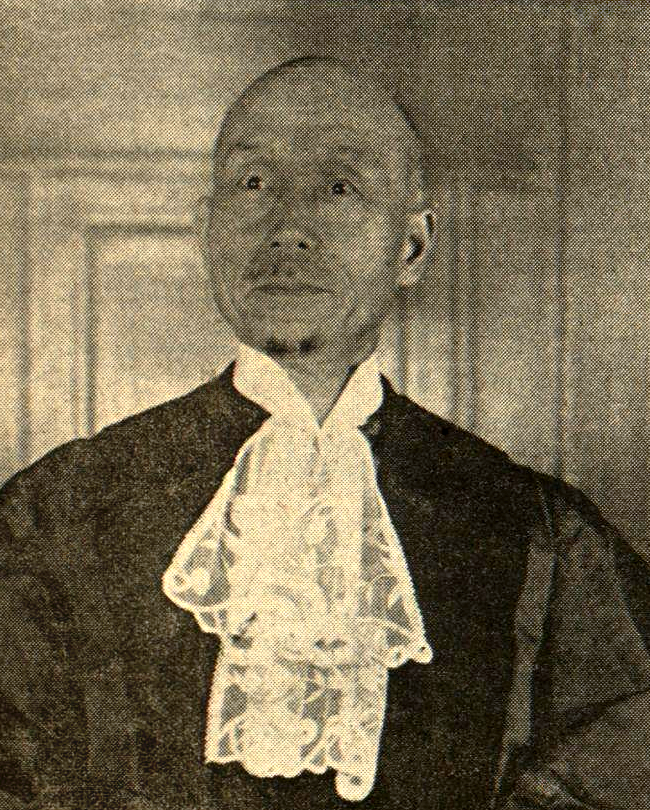
安達 峰一郎 (1931年)

ポーツマス条約時の安達（手前の一番左）

現在の高楯地区に生まれた。国際司法裁判所長時代、正義と公正感が強かったため世界各国から尊敬されていた。また、1929（昭和4）年に、ハーグ市で対独賠償会議が開催され、仏国と英国の意見が対立し戦争が心配されるまでに発展したとき、困り果てた両国から調停の依頼を受けた博士は、日本流の茶席に招いて和解させ、会議を成功に導いたという。そんな彼は1934（昭和9）年12月28日にオランダにて心臓病が悪化し、死去した。翌年1月、オランダで国葬が開かれた。
- 城戸川りょう - 小説家
- 後藤紀一 - 小説家、芥川賞受賞
- 多田竜也 - 理学療法士、『SASUKE』有力選手
- 遠山椿吉 - 細菌学者
- 飛塚雅俊 - 柔道選手
- 三上ちさ子 - ミュージシャン（Fra-foa）
- 峯田和伸 - ミュージシャン（GOING STEADY、銀杏BOYZ）
- 山口英世 - 真菌学者、帝京大学名誉教授